# Hébécourt (Eure)
Hébécourt település Franciaországban, Eure megyében. Lakosainak száma 634 fő (2022. január 1.). Hébécourt Amécourt, Bazincourt-sur-Epte és Mainneville községekkel határos.

## Népesség
A település népességének változása:
| Lakosok száma | 281  | 351  | 448  | 552  | 586  | 576  | 586  | 617  | 623  | 634  |
|               | 1968 | 1982 | 1990 | 2006 | 2013 | 2015 | 2017 | 2019 | 2020 | 2022 |